# Cadre noir
Pour l’article ayant un titre homophone, voir Cadres noirs.

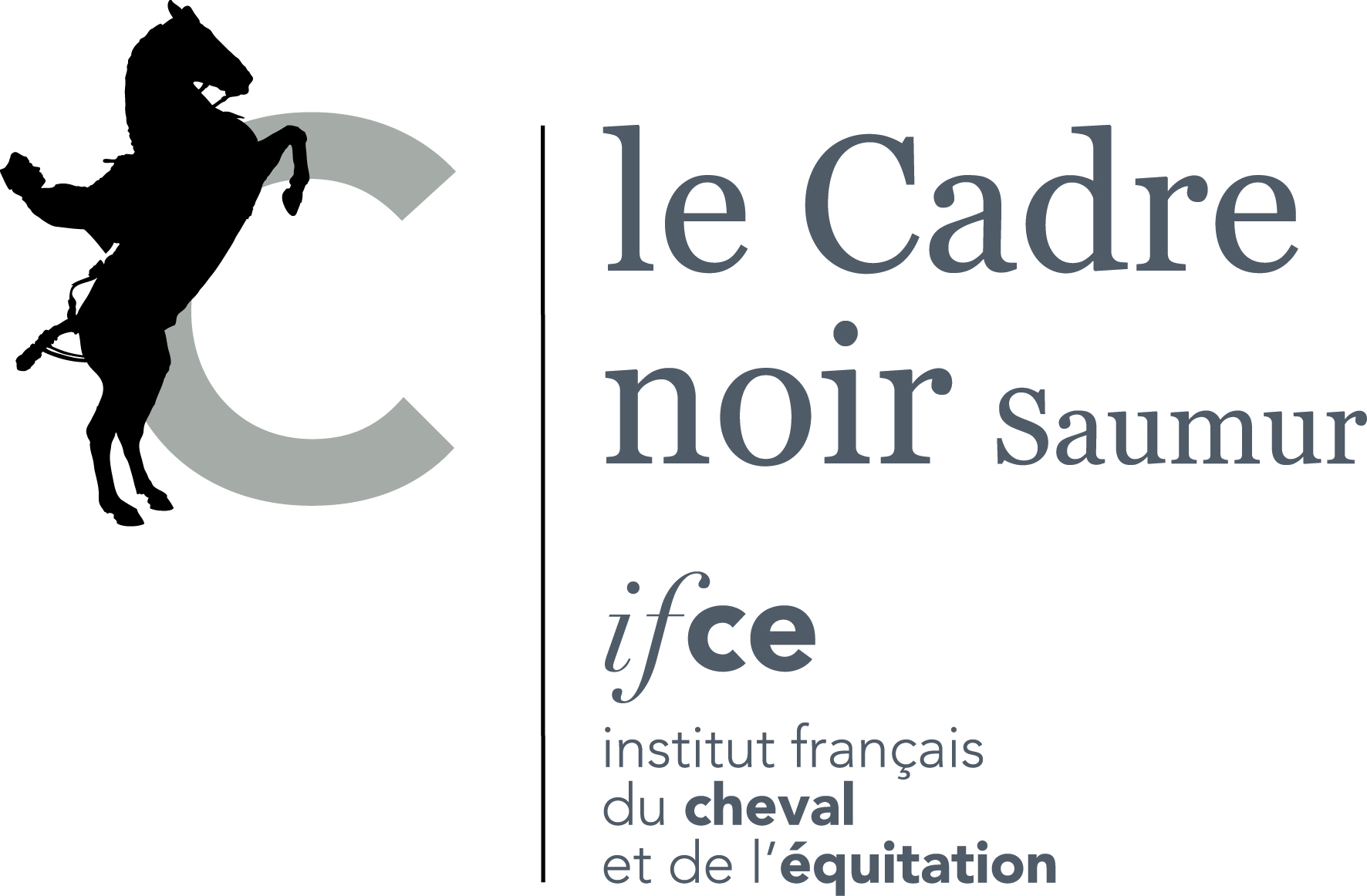
Logo du Cadre noir de Saumur.

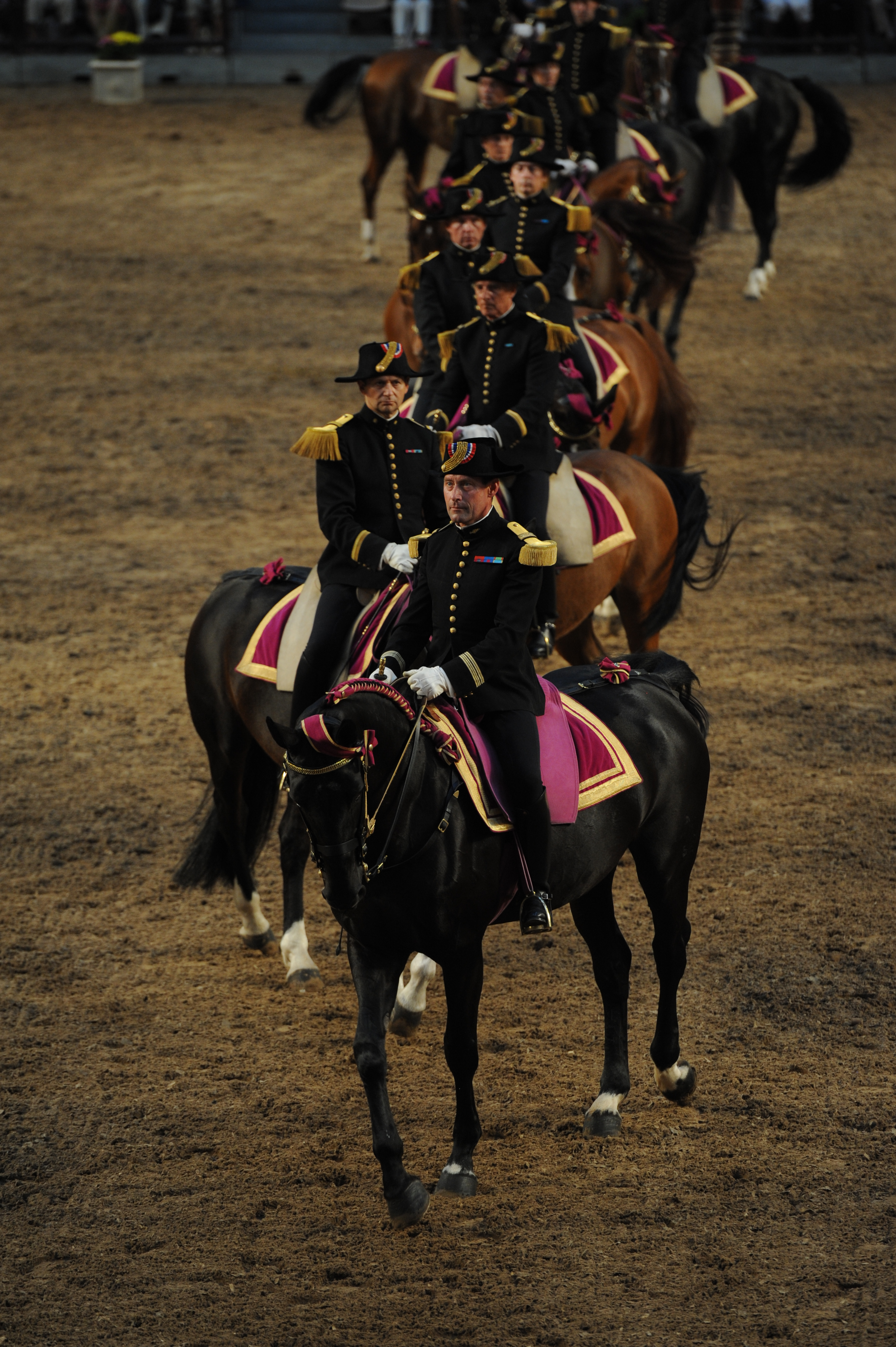
Reprise de manège des écuyers du Cadre noir.

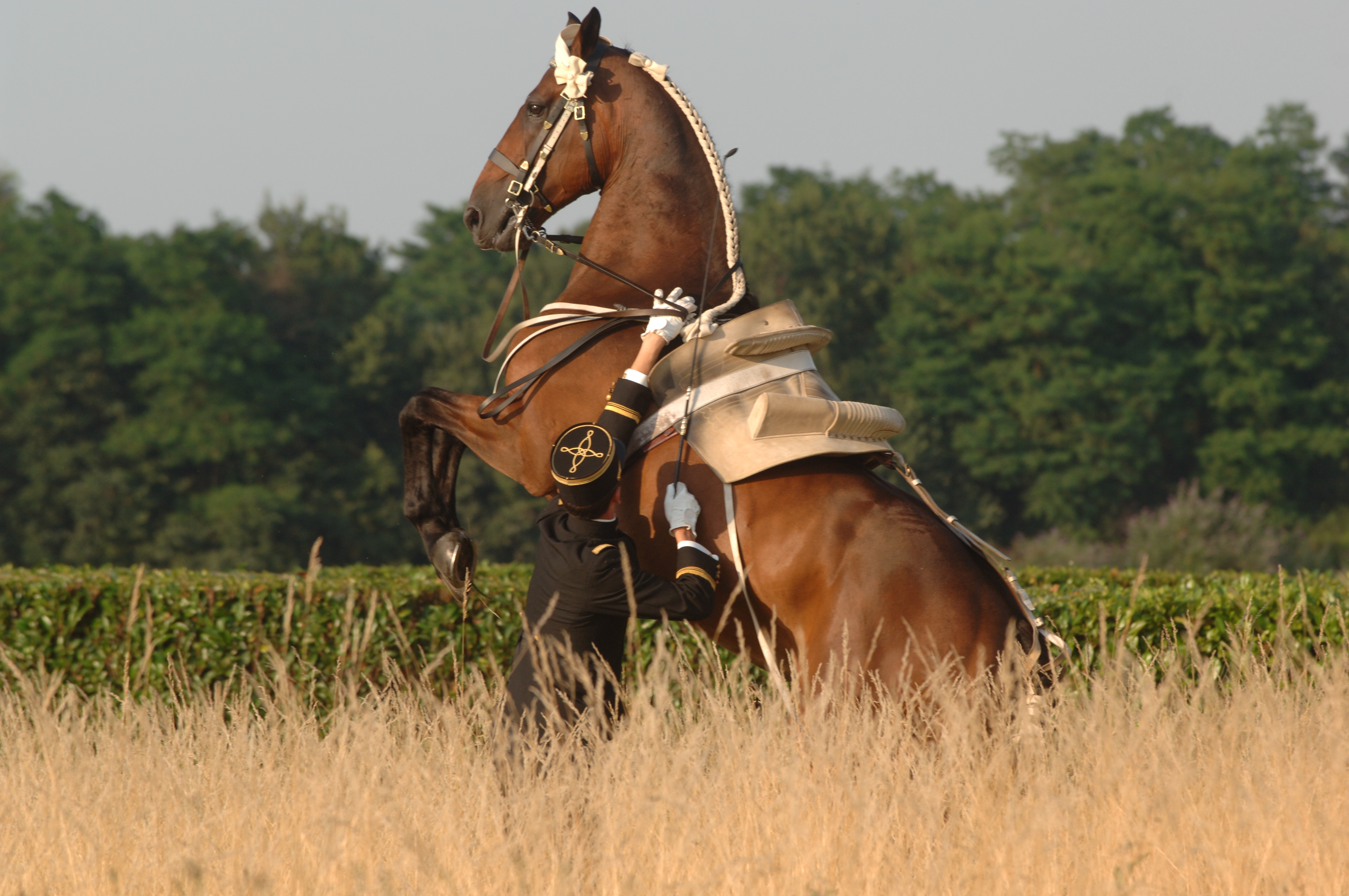
Courbette à la main exécutée par un écuyer du Cadre noir.

Le Cadre noir est un corps de cavaliers d'élite français, instructeurs près de Saumur en Maine-et-Loire. La doctrine du Cadre noir, fixée par le général L’Hotte au XIXe siècle, est « le cheval calme, en avant, et droit ». L’équitation de tradition française, exercée principalement au Cadre noir, a été inscrite en 2011 par l'UNESCO sur la liste représentative du patrimoine culturel immatériel de l'humanité.

## Origine du nom

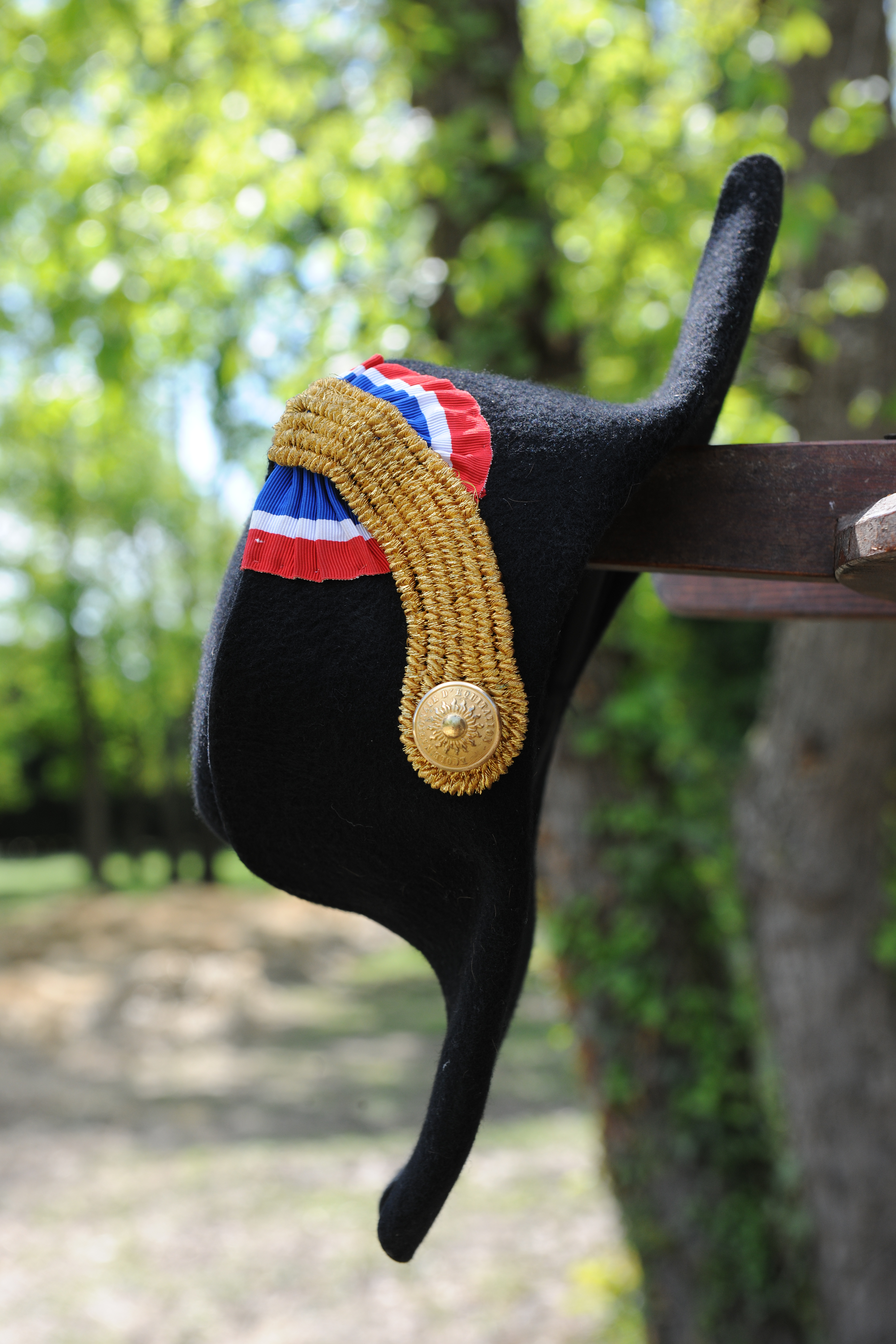
Bicorne du Cadre noir.

Dans la terminologie militaire, due aux guerres napoléoniennes, les cadres sont un ensemble de gradés chargés de l’encadrement de la troupe. Les sous-lieutenants formés à l’école de cavalerie de Saumur portent, à partir de 1876, un uniforme aux tons bleus, sombre en grande partie, plus ou moins défini : on les surnomme le « Cadre bleu ». En 1888, est évoquée la possibilité d'appeler l’école le « cadre d’or », suivant les caractéristiques colorées des éperons, viroles de cravaches et les décorations du képi et de la tunique. Le chef d'escadron de Contades change la tenue en 1898 pour imposer le noir, autant par facilité d'intendance que pour suivre un effet de mode des plus fortunés parmi les élèves. Le nom de « Cadre noir » s'impose alors comme nom d’usage.
Jusque récemment, le Cadre noir s'appelait pour l’armée française « les écuyers du Manège de Saumur » : c’est le 21 janvier 1986 que le Cadre noir gagne officiellement son nom en devenant un organisme officiel. Jusque-là, le nom n'était pas déposé ni protégé, seulement un usage : pour illustration, en 1986, l’école demande à deux entreprises locales de lui verser des subsides pour leur utilisation de ce nom, ce qui lui est refusé. L’utilisation du surnom est ancienne, sa première mention remonte à 1900, où un chroniqueur de la revue Sport Universel Illustré utilise le terme de « Cadre noir ». L’usage militaire est officialisé par le lieutenant-colonel de Saint-André, écuyer en chef de 1964 à 1972, qui fit son papier à en-tête au nom de « Cadre noir, l’écuyer en chef » en lieu et place de « l'écuyer en chef du Manège » ou « Manège, l’écuyer en chef ».
Le Cadre noir est, en tous points, un lieu unique au monde, tant par son fonctionnement que par son histoire[réf. nécessaire]. Napoléon Ier a dit en repartant d'une visite à l'École des Carabiniers en 1812 : 

« Je suis choqué de voir que l'on fait manger cette jeunesse appartenant aux meilleures familles de France dans des gamelles en fer battu, comme les soldats. L'École ne répond nullement à mon attente, et il faut qu'elle devienne le plus bel établissement du monde. »

## Histoire
Le Cadre noir a toujours été associé historiquement à la ville de Saumur, le groupe de cavaliers d'élite a fait connaître son nom dans le monde entier.

### Prémices

#### Première école à Saumur

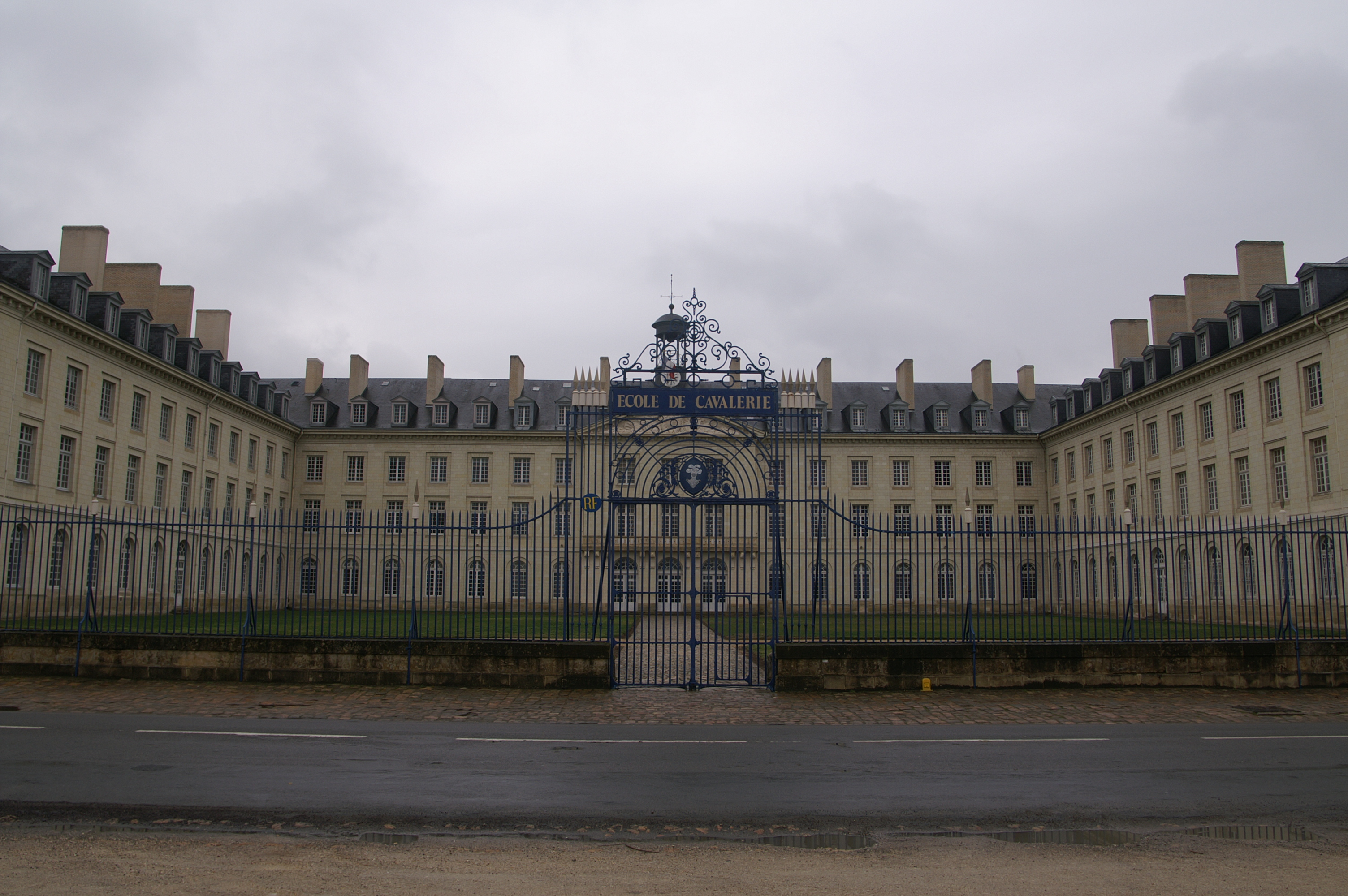
L’École de cavalerie de Saumur, ancien site du Cadre noir.

À la fin du XVIe siècle, Henri IV missionne Philippe Duplessis-Mornay à Saumur pour y fonder une « université Protestante » au sein de laquelle une académie d'équitation est établie. L'académie d'équitation est dirigée par Monsieur de Saint-Vual,, formé à l'Académie catholique d'Angers selon les principes d'Antoine de Pluvinel. L'académie accueille alors des  étudiants venus d'Anjou, d'Angleterre, de Hollande et d'Allemagne.
Après la révocation de l'édit de Nantes, monsieur de Malverne remplace monsieur de Saint-Vual au poste d'écuyer professeur. Soutenu par Gabrielle de Rochechouart-Mortemart, abbesse de Fontevraud, il arrive le 14 mai 1674 à Saumur avec dix chevaux destinés aux exercices. Cependant, le succès n’est pas au rendez-vous : trois ans plus tard le manège ferme faute d'élèves, la concurrence de l’école des Tuileries et celle des Grandes écuries du château de Versailles étant rude.

#### La nécessité d'une cavalerie militaire
Les défaites de la cavalerie française lors de la guerre de Sept Ans incitent Louis XV à réorganiser la cavalerie française par l'intermédiaire du duc de Choiseul. Celui-ci s'efforce de développer « l'esprit cavalier et (...) répandre les connaissances équestres qui [ont] trait à la guerre » : les cavaliers sont entretenus par le Roi et les chevaux fournis par les haras nationaux. Le corps des carabiniers, déclaré le moins mauvais, est chargé de former les autres corps de cavalerie de l’armée royale. Cinq écoles sont prévues : Douai, Besançon, Cambrai, Metz et Angers. Les carabiniers de Monsieur, affectés à Angers, sont rapidement déplacés à Saumur par l’évêque, Monseigneur Arnauld : pour celui-ci, les militaires, biens vêtus et dissipés, sont un risque pour la moralité des paroissiens. Le 11 juin 1763,  le régiment de Carabiniers de Monsieur, frère du roi, corps d'élite constitué par le marquis de Monteynard, est envoyé en garnison à Saumur. On y fait construire pour lui, de 1767 à 1770, le bâtiment central actuel.
Le succès des méthodes d'enseignement des carabiniers de Monsieur fait que le duc de Choiseul oblige les autres écoles à adopter la technique saumuroise en 1766. En 1768, après la construction du manège de Saumur, Monteynard fait approuver par le roi la création d'une école de cavalerie dans cette ville. En 1771, sous le ministère du marquis de Monteynard, l’École des Carabiniers de Saumur est définitivement constituée et forme l'élite, chaque école ayant pour obligation d'y envoyer tous les ans quatre officiers et quatre sous-officiers « pour y apprendre et mettre en pratique les enseignements propres à l'engagement de la cavalerie sur le champ de bataille ».
Les carabiniers gérèrent l’école jusqu'en 1788. Ils sont remplacés par les Dragons de Penthièvre et le Royal-Roussillon, et l’école fermée. Liée à l'histoire des monarques et des cours, à la fois prestige et privilège presque exclusif de la noblesse, la haute équitation subit par la suite les effets des conspirations et des guerres de l'Empire. Une école nationale d'équitation est organisée à Versailles en 1796, puis une école spéciale de cavalerie est créée le 8 mars 1809 par Napoléon Ier à Saint-Germain-en-Laye,, école que l'Empereur critique pour sa qualité d'enseignement. Louis XVIII fait fermer l’école par décret, le 1er août 1814.

### XIXesiècle

#### Empire et Restauration

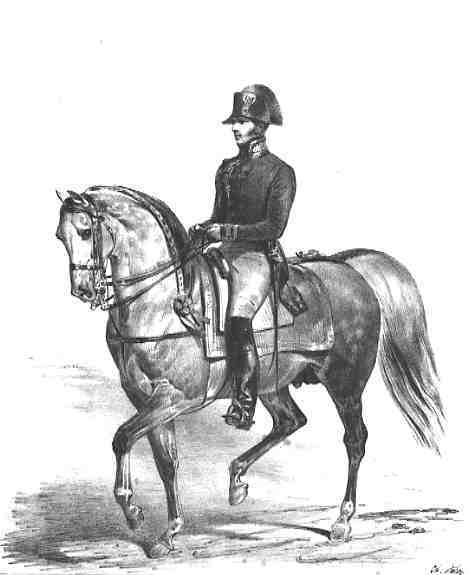
M. Flandrin, écuyer-professeur montant Janissaire, cheval navarrin du manège de l’École d'instruction des troupes à cheval de Saumur.

Le 23 décembre 1814, Louis XVIII crée à Saumur, par ordonnance, l’École d'instruction des troupes à cheval, en la transférant depuis Saint-Germain-en-Laye. Angers et Saumur étaient en concurrence, mais les édiles de la ville angevine refusèrent, en remplacement, sur le site de Saumur, du régiment de chasseurs à cheval du Roi. L'école fonctionne à partir du 1er mai 1815, le temps de revoir les bâtiments. Le général Levesque de La Ferrière est appelé à diriger l'école. Chaque régiment détache à l’école de Saumur deux lieutenants et deux sous-officiers pour une période d'un an. Les principes équestres de Jacques d'Auvergne, c'est-à-dire la recherche d'une équitation utilitaire sur un cheval droit, y sont appliqués sous l'influence du marquis Ducros de Chabanne, ancien officier revenu au civil chargé de l'instruction de la « grosse cavalerie ». Jean-Baptiste Cordier, également officier repassé au civil, issu de l’école de Saint-Germain-en-Laye et remarqué par Napoléon à l’époque, est responsable de la « cavalerie légère ». L'enseignement est extrait des ouvrages de François Robichon de La Guérinière et Montfaucon.
La conspiration du général Breton, bonapartiste, touche l'école de Saumur : lors de l'incendie urbain du 24 décembre 1821, plusieurs sous-officiers qui se portaient à la rescousse des civils sont tués par la chute d'un mur. Une liste de conspirationnistes est trouvée dans la poche de l'un d'eux. Quarante sous-officiers de l'école sont arrêtés et le dirigeant de l'école, le Maréchal Gentil-Saint-Alphonse est tenu à des explications par le pouvoir royal. Suivant Jacques Perrier, l'importance de la conspiration était « exagérée » ; elle aboutit néanmoins au transfert de l'école à Versailles le 5 novembre 1823.
L'école est régénérée par Charles X, par ordonnance du 10 mars 1825, sous le nom d’École royale de cavalerie,. Le général Oudinot est responsable de l'école. Il commande alors des chevaux irlandais, des selles anglaises, et nomme Jean-Baptiste Cordier « Écuyer en chef du manège », premier du titre.
Un manège militaire et un manège d'académie composent l'essentiel des structures. Constitué d'écuyers civils, le manège académique est destiné à parfaire la formation équestre des officiers. Le premier carrousel est présenté en 1828. Les écuyers exécutent les reprises de Sauteurs et d'Instructeurs. Lors de cette présentation, les écuyers sont déjà coiffés du Chapeau à l'écuyère, aussi appelé Lampion ou Bicorne. Cordier introduit l’entraînement aux sauts tels qu'ils sont pratiqués à Versailles, et le travail aux piliers, d'abord réservés aux cavaliers les plus doués de l'école, les sauts s'imposent dans l'instruction comme test pour la solidité en selle. À partir de 1830, avec la disparition de l'École de Versailles, Saumur devient la seule école dépositaire de la tradition équestre française. En 1847, la forme des sauts est fixée et ne changera plus jusqu'à nos jours.

#### Bauchéristes et auristes

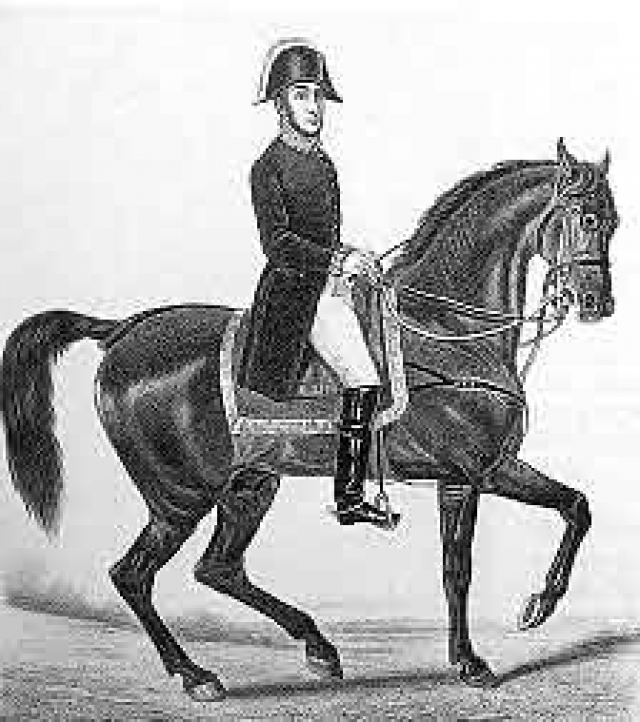
Le vicomte Antoine-Henri-Philippe-Léon Cartier d'Aure à cheval.

La méthode Baucher, présentée par François Baucher en 1842 dans sa Méthode d'Equitation, fait son apparition dans l’école, popularisée par le commandant Jean Jacques Delherm de Novital, écuyer de première classe. Baucher vient faire cours à Saumur le 16 février 1843, pour trois mois. Face à des pressions hostiles de la part du camp des opposants à sa méthode, le comte d'Aure, chef de file des auristes en tête, le stage fut écourté de moitié. Baucher conserva une profonde rancœur de la non-introduction officielle de sa méthode dans les rangs de la cavalerie française. Le comte d'Aure intrigua longtemps et réussit à devenir écuyer en chef de 1847 à 1854. Protégé du duc de Nemours, il a alors pour charge de chasser le bauchérisme de Saumur. Il met alors en avant la polyvalence du cheval : « Il faut que nos chevaux soient à la fois cheval de manège l'hiver, de promenade l'été, de chasse à l'automne ».
Le 11 novembre 1854, Marie Isabelle, femme du prince Jérôme Napoléon, écuyère et bauchériste, vient à Saumur donner la leçon de sa méthode de dressage à pied. Habillée en homme, cette « écuyère de cirque » comme d'Aure la  nommait, est la première femme admise au Manège de Saumur. Elle y reste cinq mois, dont une semaine de présence dans le manège. L'évaluation de la méthode par un envoyé du Ministère de la guerre sera mitigée, mais les relations de Marie Isabelle lui permettent de rester jusque fin avril. Les méthodes de dressage, décriées et débattues publiquement dans plusieurs journaux, auront raison de la santé du comte d'Aure : après un malaise cardiaque, celui-ci démissionne définitivement le 17 juillet 1855.

#### Définition du Cadre noir actuel

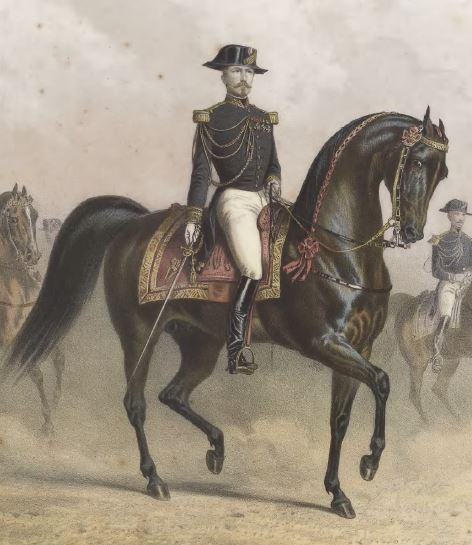
L'écuyer en chef, puis commandant de l’École, Alexis L'Hotte, en 1864.

À son arrivée comme écuyer en chef, le 16 mars 1864, Alexis L'Hotte, inspiré par les méthodes bauchéristes et auriste, prend une décision redoutable : l'interdiction du travail de haute école, excepté pour ses chevaux personnels. Militaire avant tout, son but est de former prioritairement des cavaliers et des montures aptes au combat. En 1865, la création de la Société hippique française marque la naissance de l'équitation de sport et l'année suivante, Alexis L'Hotte présente pour la première fois une reprise de manège et des sauts en liberté en dehors de Saumur (au palais de l'Industrie), dans le cadre d'un concours avec des cavaliers de l'école.
En 1870, son successeur est sommé d'orienter l'école de Saumur vers davantage de pratiques sportives et en extérieur. Un nouveau règlement du Manège est défini en 1876 par les généraux du Barail et L'Hotte : « La célérité dans la marche, la rapidité dans les manœuvres, la surveillance étroite de l'ennemi, l'ordre dans l'attaque et la "répartition" facile du désordre produit par le combat ». L'Hotte prend la direction de l’École en 1875, avec pour écuyer en chef le commandant Duthil. Celui-ci ne peut presque pas agir, sous les ordres de son supérieur. Lui succède le commandant Pietu, qui fait passer le nombre d'écuyers de douze à quatorze et achète de nombreux terrains, dont celui de Terrefort, où se trouve aujourd'hui le Cadre noir de Saumur. L'orientation devient beaucoup plus sportive, Pietu gagnant la première course sur le nouvel hippodrome de Saumur.
Le Manège effectue une sortie officielle à Paris devant le président du Sénat Jules Ferry en 1886, Félix Faure se déclarant « enchanté » de sa visite à Saumur en 1895. Les ministères, n'ayant pas de réelles nouvelles du fonctionnement du Manège, diligentent le ministre de la guerre, le général André, pour une inspection qui s'avère tout à l'honneur des écuyers. La couleur bleue des uniformes est remplacée en 1898 par le noir, à l'initiative du chef d'escadron de Contades. Le nom de « Cadre noir » s'impose alors comme nom d’usage. À partir de cette époque, l'école est le cadre presque exclusif des instructeurs d'équitation de l’École de cavalerie plus tard devenue l’École d'application de l'arme blindée et de cavalerie.

### XXesiècle

#### Première guerre mondiale, tournant dans l'orientation du Cadre noir
Au début du XXe siècle, le Cadre noir, sous l'impulsion du lieutenant-colonel Blacque-Belair, s'intéresse aux compétitions équestres récemment introduites aux Jeux olympiques, ses cavaliers vont peu à peu s'illustrer dans chacune des trois disciplines : dressage, saut d'obstacles et concours complet d'équitation, autrefois nommé military. La Première Guerre mondiale dissout le Manège, les écuyers sont alors répartis dans les différentes unités ; dix-neuf périront au champ d'honneur. La guerre de tranchées a raison de l’emploi de la cavalerie : un sixième des officiers sont détachés dans d'autres armes (majoritairement l'infanterie), quelques-uns pilotant avions et chars. L'École et le Manège rouvrent en décembre 1918.
Suivant la note qui accompagne sa nomination d'écuyer en chef, le commandant Wattel est chargé de « reconstituer le service du Manège qui devra être prêt à fonctionner dès la reprise des cours à l'École, prévue pour le mois d'octobre avec 250 à 300 élèves au moins, de toutes catégories, français et étrangers, ayant tous fait la guerre et dans toutes les armes ». La tâche est difficile : les bâtiments de l’école de cavalerie ont servi de baraquements à des artilleurs américains qui y ont construit des baraquements supplémentaires. Les écuries sont insalubres, et une des carrières est devenue un stade. En octobre 1919, la remise en état de l'École est effective : elle abrite alors 450 chevaux. Wattel donne alors au Cadre noir une nouvelle tenue (tunique fendue noire) et une nouvelle orientation plus moderne et sportive, trois ans plus tard, un centre de préparation aux épreuves sportives y est créé. Il multiple également les sorties du Cadre noir afin de montrer le travail des écuyers.
Le Cadre noir engage alors ses écuyers dans les compétitions. Lors des jeux olympiques de 1928 à Amsterdam, le Cadre noir aligne le commandant Pierre Danloux, mais celui-ci, après une reprise de dressage trop longue, est éliminé. En revanche, aux jeux olympiques de 1932 à Los Angeles, l'or et l’argent sont décrochés par deux écuyers.
La tenue des Cadres et des élèves du Cadre noir sera décrite en 1935 par le Commandant Bucquoy dans l'ouvrage Les Uniformes de l’Armée française – Terre – Mer – Air

#### Seconde guerre mondiale
Le déclenchement du second conflit mondial mobilise à nouveau les troupes de l'École. 800 chevaux partent au front pour la drôle de guerre. Après le passage des Ardennes par les troupes allemandes, la stratégie de repli se met en place. Le 15 juin 1940, très peu armés, les 800 élèves de l'École de cavalerie, dont 558 élèves aspirants de cavalerie, ont pour mission de tenir un front de quarante kilomètres sur la Loire face à la première division de cavalerie allemande(article Défense de la Loire). Les combats sur la Loire cessent le 22 juin.
Le 16 juin, le lieutenant-colonel de Laissardière et une quarantaine de palefreniers se chargent d'emmener en train et en camion les 400 chevaux restants vers la future zone libre. Rattrapé à Poitiers, Laissardière négocie et peut s'installer à Montauban, puis, une fois l'armistice signé, à Tarbes, où l'instruction des officiers reprend dès le 10 octobre 1940. Un nouvel écuyer en chef est nommé le 1er janvier 1941, les cadres du Manège étant comptabilisés comme sportifs et non comme militaires, et leurs galons étant noirs et non dorés. Les selles à piquer, utilisées pour le saut en liberté et oubliées lors de la retraite, sont remplacées par des selles classiques ; la tenue d'avant celle définie par Wattel réapparait, faute de nouvelles tenues.
En novembre 1942, l'armée allemande envahit la zone libre, ce qui dissout de fait l'armée française d'armistice. Le Manège est maintenu après négociations comme « École nationale d'équitation » sous la responsabilité du commissariat aux sports et déménage au Carrousel de Fontainebleau. Durant tout ce temps, l'École de cavalerie à Saumur est devenue une prison, le Front stalag 181 et le manège sert de garage.
Saumur est libérée le 30 août 1944. Le 1er janvier 1945, le colonel Préclaire rouvre l'École qui devient, le 1er août 1945, l'« École d'application de l'arme blindée et de la cavalerie ». 400 chevaux sont alors disponibles, contre 1 200 au début de la guerre. Le changement dans les méthodes de guerre fait que les régiments ne fournissent plus de cavaliers à instruire. La reconstruction s'annonce alors difficile.

#### Après-guerre

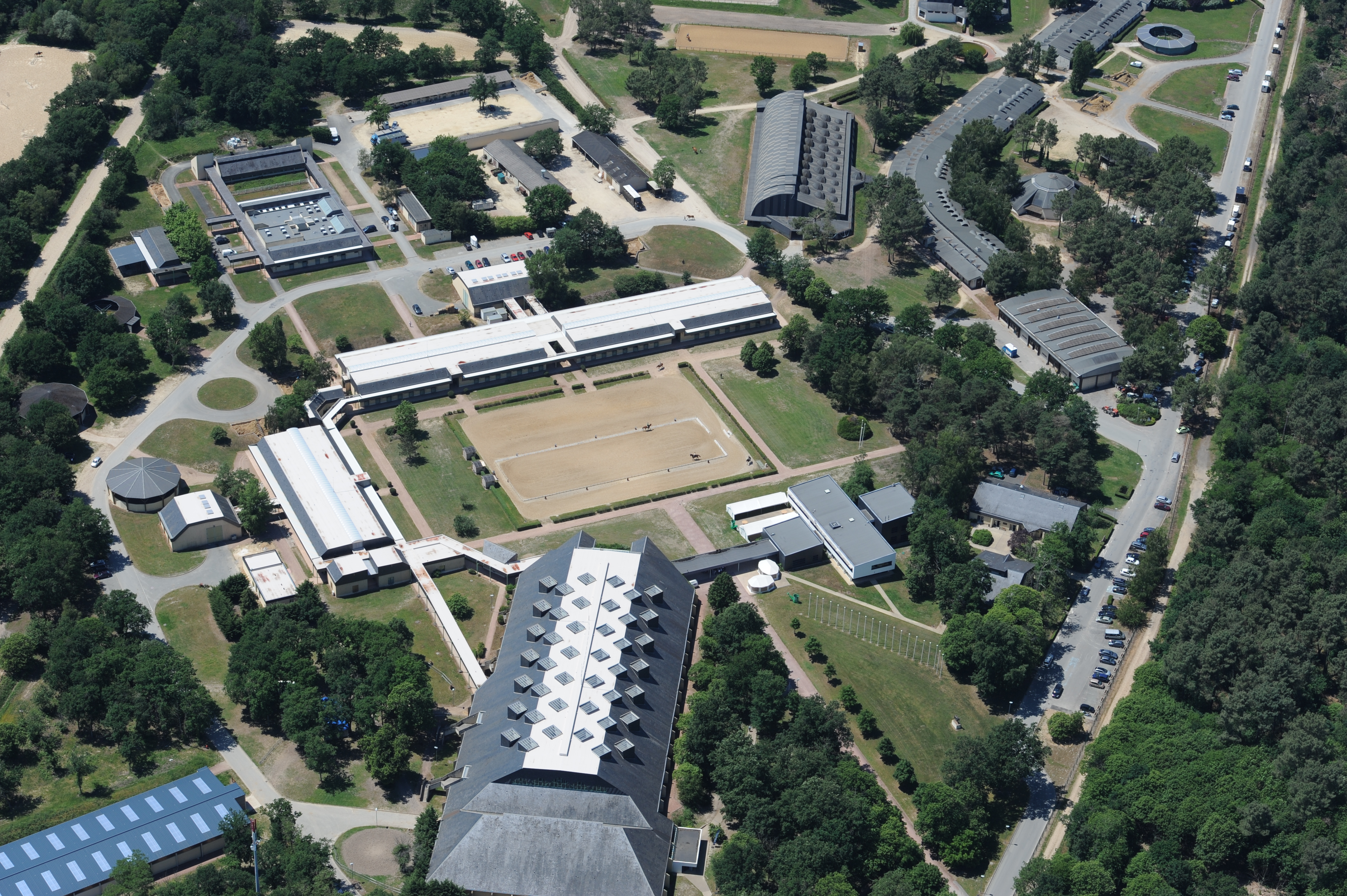
Le site actuel de l'ENE.

Le site actuel du Cadre noir de Saumur
Avant les années 1970, l'école de Saumur n'est pas une école d'équitation pure comme l'est l'École de Versailles ou celle de Vienne. C'est une école de cavalerie, où le cheval est utilisé surtout à des fins militaires. Le Cadre noir devient civil en 1968[réf. souhaitée]. En 1972, l’École nationale d'équitation est créée par décret (elle doit l'édification de sa doctrine à l'influence de deux chefs d'école du milieu du XIXe siècle) et le Cadre noir est rattaché au ministère de la Jeunesse et des Sports, : il commence à former les cadres enseignants d'équitation.
Au milieu des années 1970 est envisagée la suppression du Cadre noir, « jugé anachronique, inutile et trop coûteux ». L’État développe alors sa vocation diplomatique et promotionnelle, ce qui lui vaut d'être sauvé.

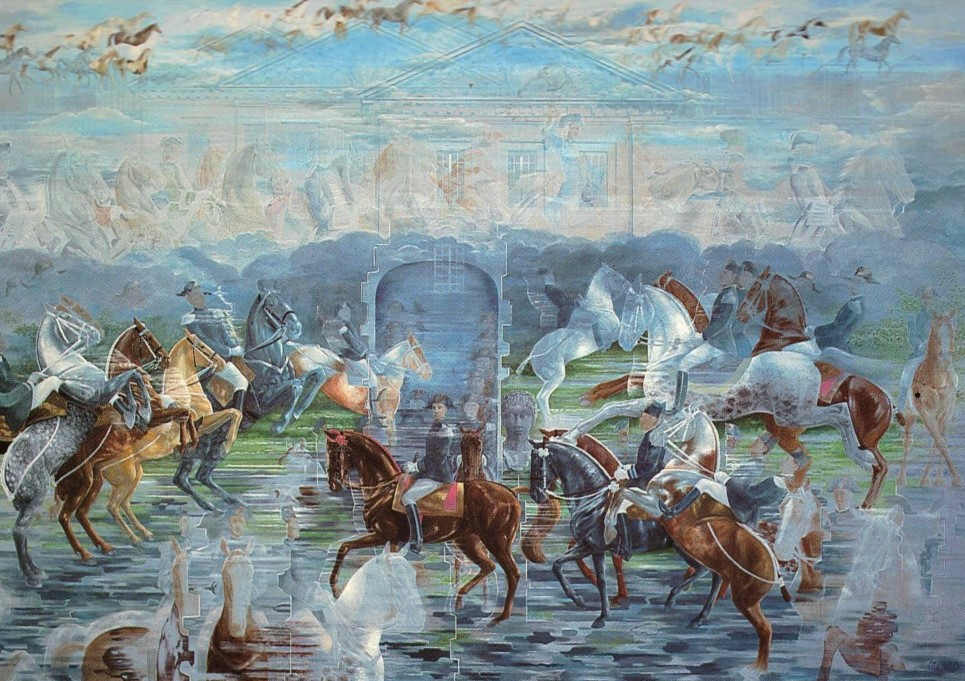
Fresque du Grand Manège dans le grand hall d'accès, œuvre colossale de 40m² de Michel Darmon.

En 1984, deux femmes y font leur entrée : Florence Labram, lauréate du cours de formation des instructeurs, et Mireille François, professeur au cercle parisien de « l'Étrier ». Elles sont les premières femmes à pouvoir bénéficier de l'enseignement du Cadre noir.
Le 21 janvier 1986, le Cadre noir devient un organisme officiel et son nom apparaît pour la première fois dans un document officiel. Jusque-là, l'armée française nommait le Cadre noir « les écuyers du Manège de Saumur ».
Depuis 1989, le directeur a toujours été un civil et, depuis 2010, l'établissement fait partie de l'Institut français du cheval et de l'équitation. Ses membres sont composés majoritairement de civils mais aussi de militaires, neuf écuyers en 2006. Depuis 1996, les membres du Cadre noir sont sélectionnés sur leurs performances en équitation sportive et l'obtention du brevet d'état d'éducateur sportif du deuxième degré,.

### XXIesiècle
Fin 2011, alors que la crise financière rend l'octroi de subventions à la filière équestre française de plus en plus difficile, l’équitation de tradition française, exercée principalement au Cadre noir, est inscrite par l'UNESCO sur la liste représentative du patrimoine culturel immatériel de l'humanité,.
Aujourd’hui, la mission principale du Cadre noir est de faire vivre et rayonner les savoirs, savoir-faire et savoir-être de l'équitation « classique » à travers les écuyers. Le but étant de demeurer l’ambassadeur de l’équitation de tradition française.

## Écuyers

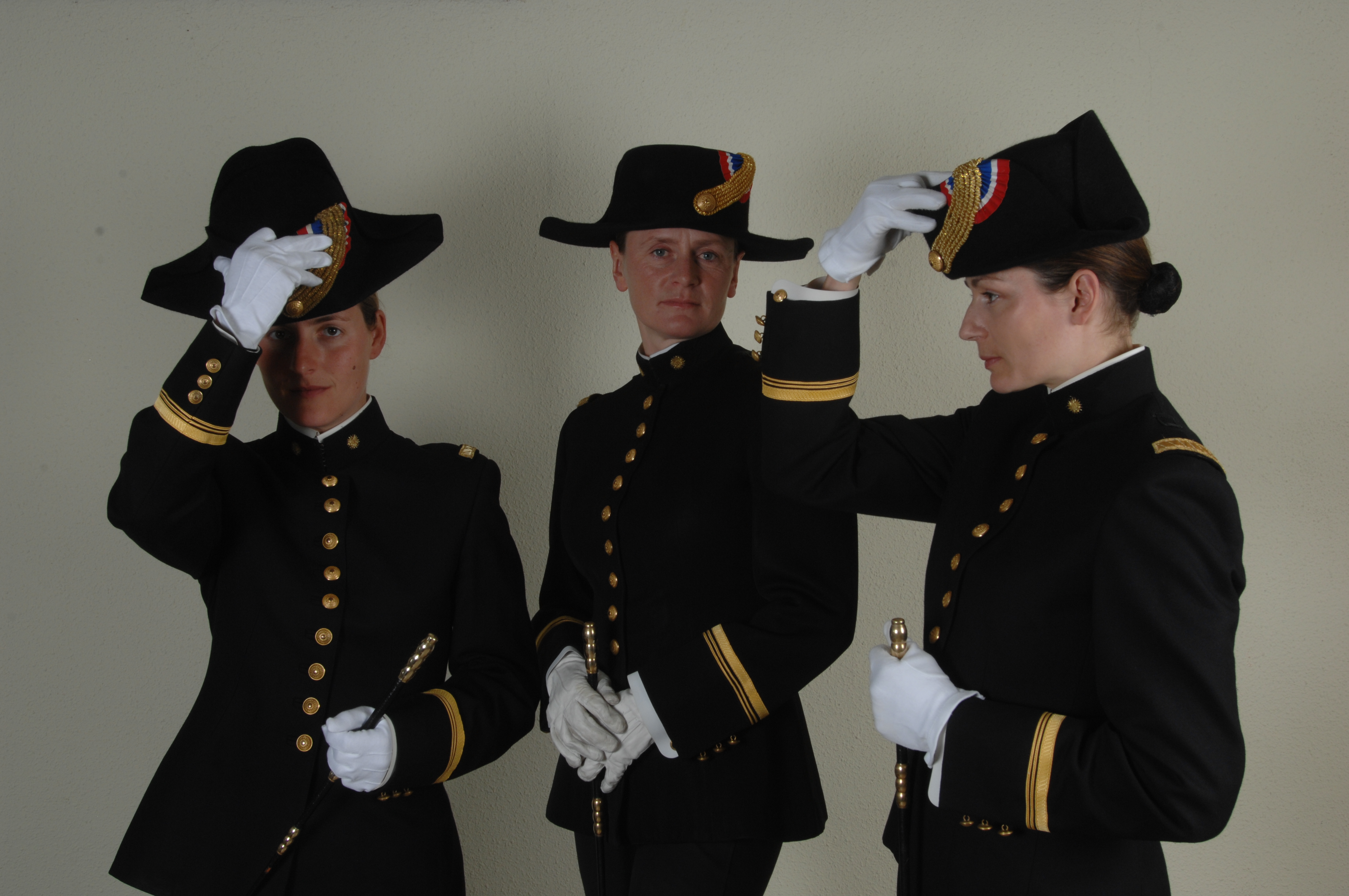
Les trois femmes écuyers du Cadre noir, en 2008.

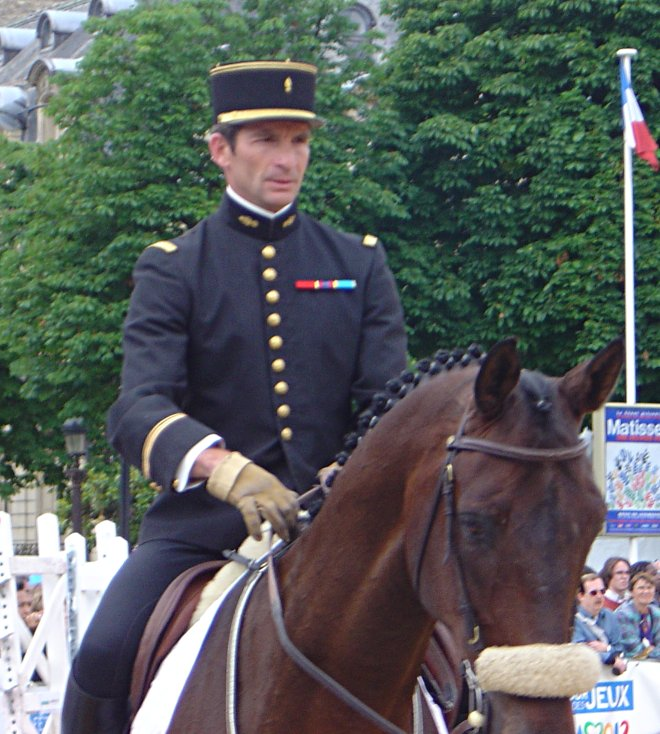
L'un des champions olympiques 2004 en concours complet (CCE) par équipe, Didier Courrèges, écuyer du Cadre noir.

### Rôle et missions
Les écuyers forment un corps de cavaliers enseignants et formateurs, experts en techniques équestres. Leur rôle principal est la transmission technique et théorique aux élèves-stagiaires du Cadre noir, formant ainsi les futurs cadres, managers et enseignants civils des centres équestres.
Ils bénéficient de l’environnement de l’Institut français du cheval et de l’équitation, dont ils sont agents, et peuvent s’appuyer sur des centres de recherche et de documentation pour améliorer et diversifier l’enseignement dans les domaines techniques et pédagogiques En parallèle de leur mission d'enseignement, les écuyers s'occupent du dressage des chevaux de l'école. De plus, ils réalisent des recherches et approfondissements des connaissances équestres,. Enfin, ils ont sont responsables de la tenue des événements et des représentations publiques, et participent aux compétitions nationales et internationales afin de contribuer au maintien et au rayonnement de l'équitation de tradition française et à la mise en valeur de leurs savoir-faire. Ils soutiennent et participent au développement du haut niveau dans les trois disciplines olympiques : dressage, saut d'obstacles et concours complet d'équitation.
Le ministère des Armées détache sept militaires pour intégrer le corps des 32 écuyers. Le ministre des Sports, après consultation de son homologue de la Défense, nomme l'écuyer en chef. Les écuyers du Cadre noir revêtent la tenue noire, avec laquelle l'écuyer en chef leur remet aussi une cravache à trois viroles qu'ils sont les seuls à posséder.

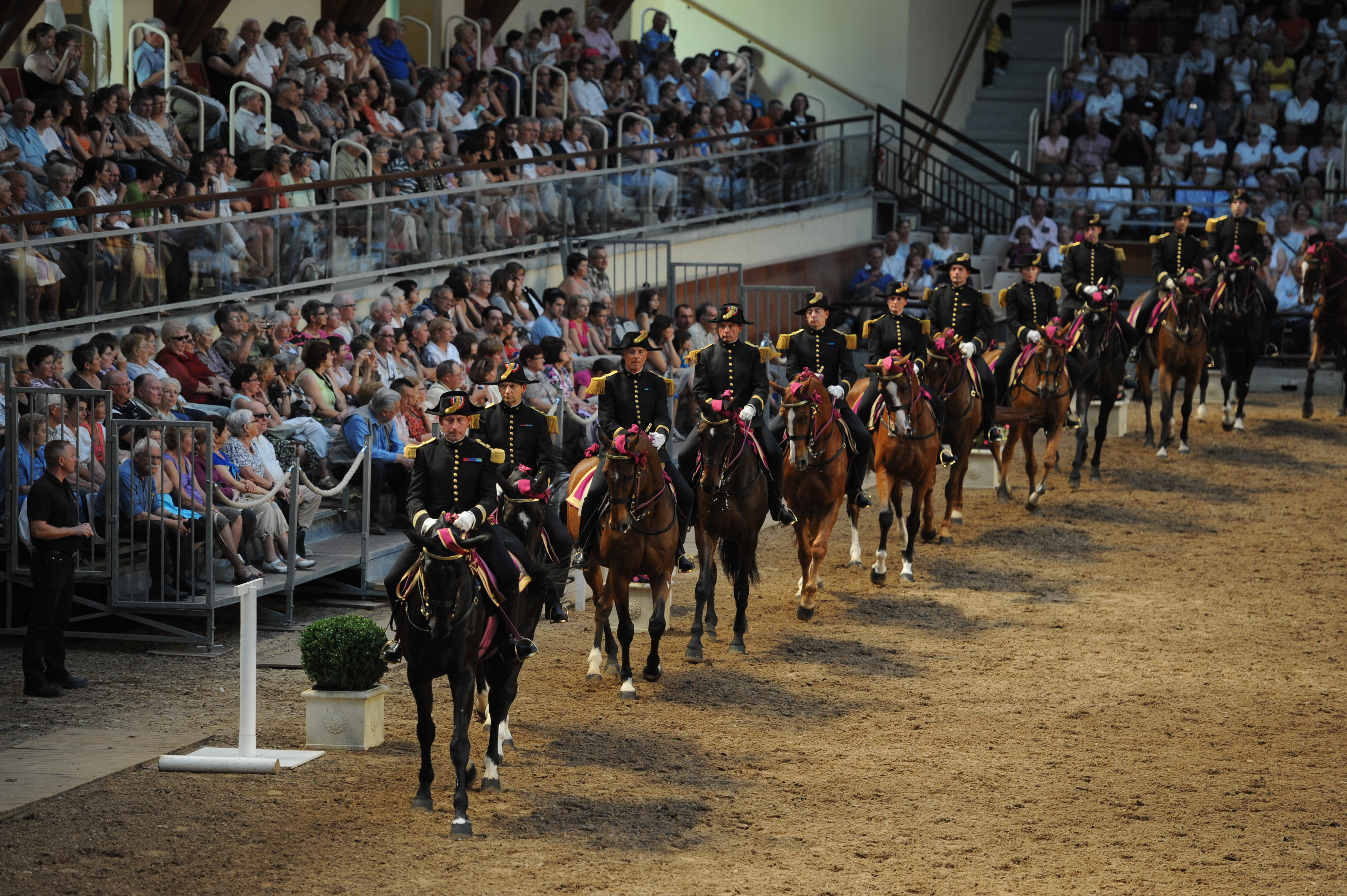
Reprise en manège des écuyers du Cadre noir
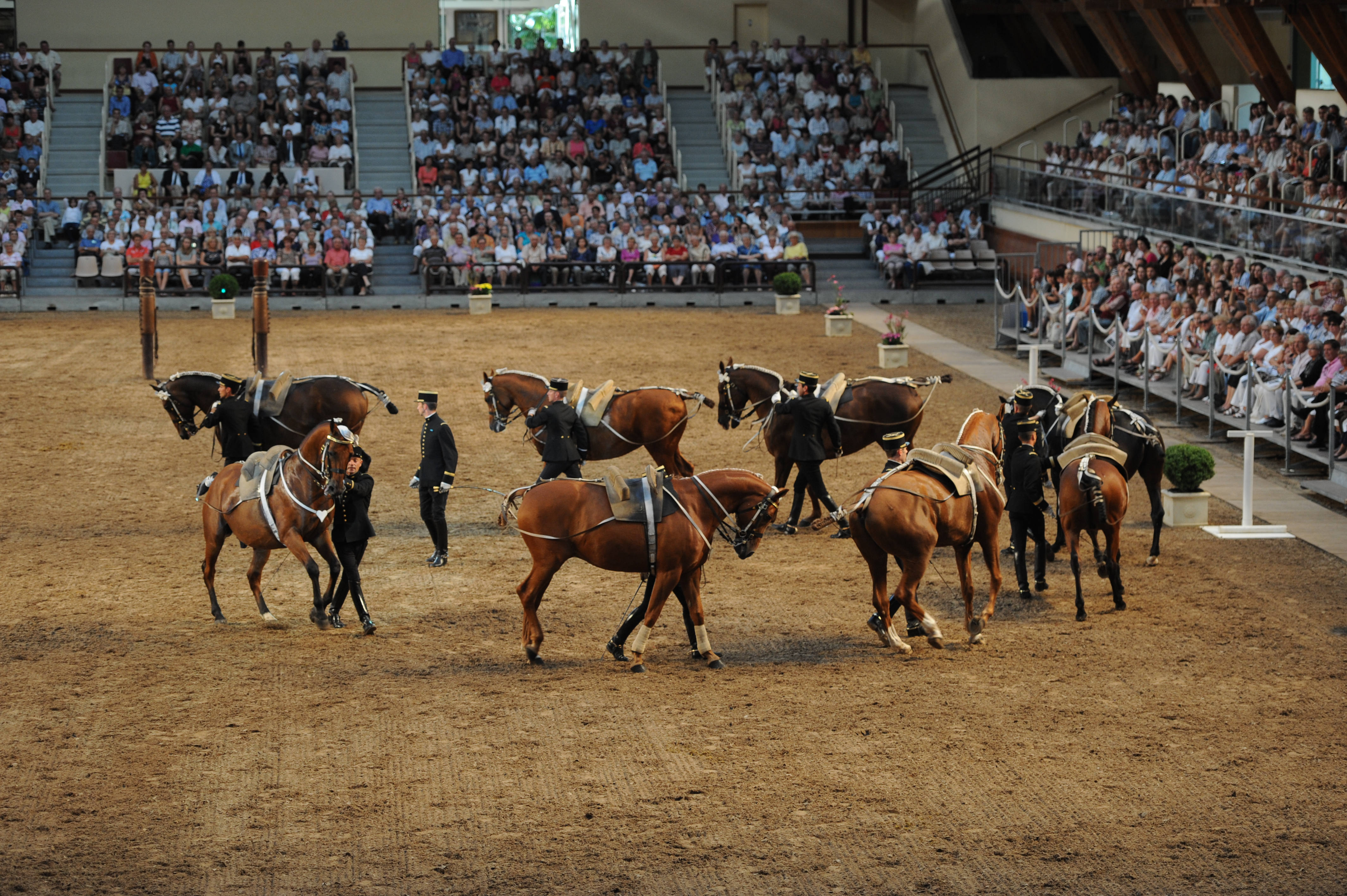
Reprise des sauteurs à la main, présentation publique

### Recrutement
Outre les écuyers détachés par le ministère de la Défense, la plupart des écuyers sont des civils, recrutés sur concours. Les conditions d'entrées au concours sont un âge inférieur à 30 ans, la qualification d'instructeur et la justification de résultats significatifs en compétition de niveau national ou international. De fait, la plupart des postulants proviennent de la compétition équestre civile.
Les personnes recrutées deviennent des élèves-écuyers pendant une période probatoire d'un an, et n'ont pas encore droit de porter la tenue des écuyers. Au terme de la période probatoire, ils intègrent le Cadre noir en tant qu'aspirant-écuyer et portent la tenue noire. Ils ne deviennent écuyers qu'au terme d'une période de trois ans. Si un écuyer dispose d'un palmarès de compétition suffisamment prestigieux, il peut accéder au titre de « Maître écuyer ».

### Écuyers en chef

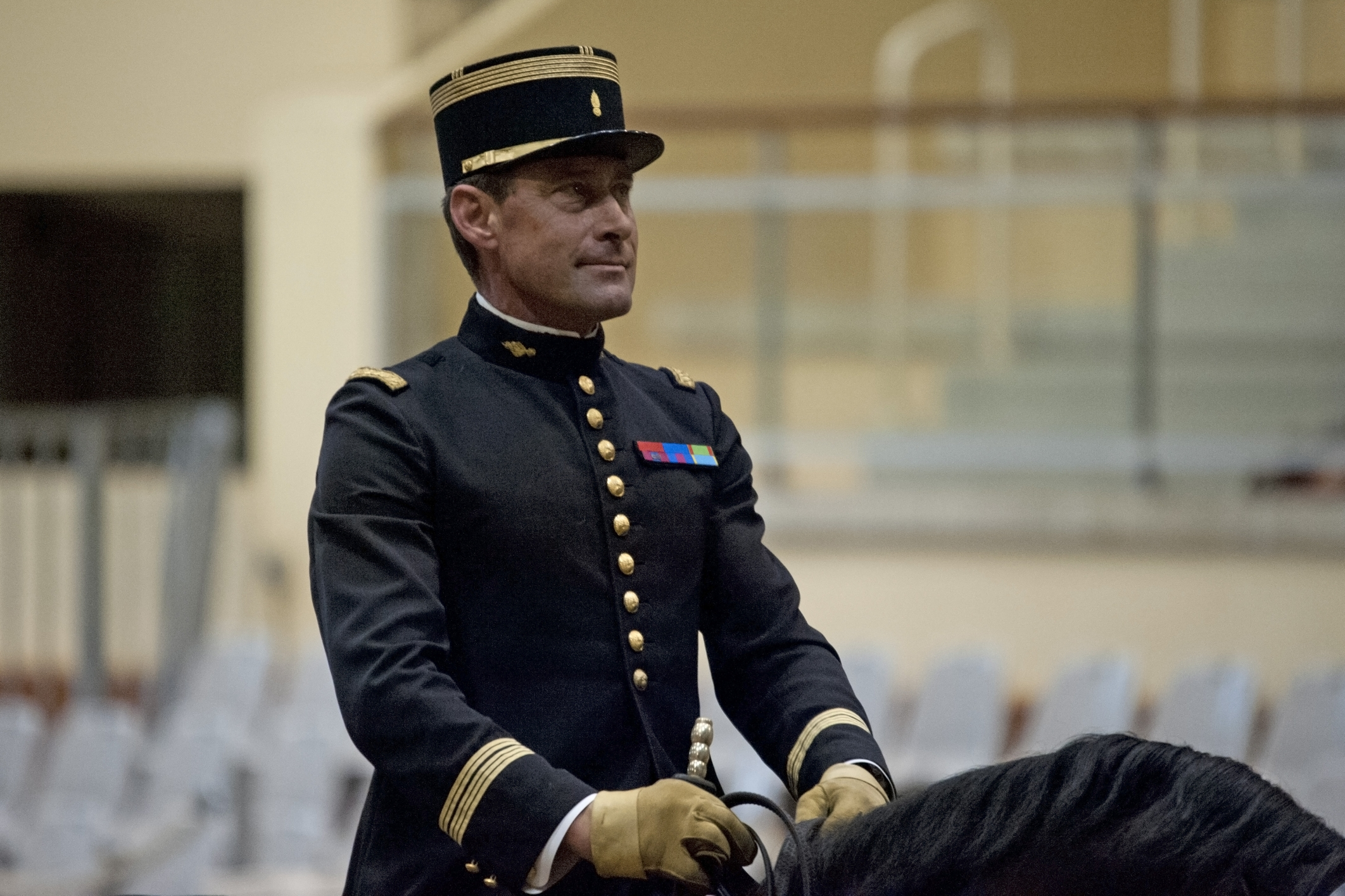
Le colonel Jean-Michel Faure, écuyer en chef du Cadre noir (2006-2014).

À la fin du XIXe siècle, l'écuyer en chef était surnommé le « grand dieu », parce que les écuyers étaient surnommés « les dieux » et la reprise des écuyers « la reprise des dieux ».
Il est le directeur technique de l'école, et est le garant de l'éthique de la formation, qu'il dirige et supervise, en veillant à la qualité de l'enseignement dispensé. Il est directeur adjoint de l'Institut français du cheval et de l'équitation.
Lors des galas, il porte sous la selle un tapis de couleur amarante doublement galonné d'or. Les aciers de son mors et les rênes de son filet sont d'or. Son cheval porte une natte couleur amarante et or.

## Chevaux

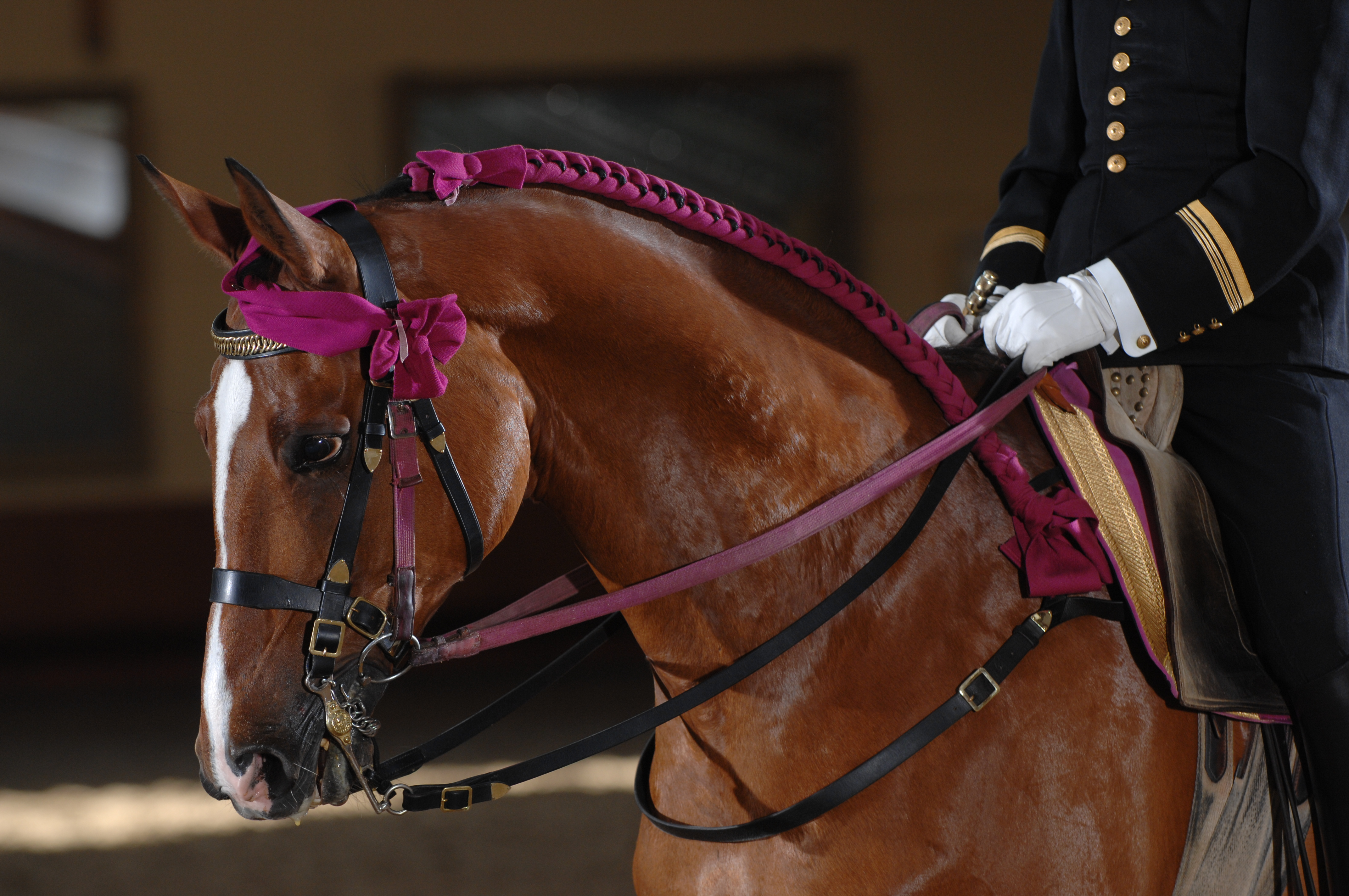
Tête d'un cheval de manège du Cadre noir équipé de sa bride de gala.

### Choix
Les achats de chevaux du Cadre noir sont placés sous l’autorité de l’Écuyer en chef du Cadre noir.
Les chevaux du Cadre noir sont achetés chez des éleveurs de toute la France. Ils sont choisis à l'âge de 3 ans et généralement sur des concours régionaux, grâce à une subvention. À la différence de l'École espagnole de Vienne, où ne sont montés que des Lipizzans, le Cadre noir fait appel à plusieurs races de chevaux[réf. non conforme], principalement des Selle français ainsi que des Anglo-arabes, mais également des Pur-sangs, en fonction des disciplines demandées. Tous sont de robe alezane ou baie, afin d'obtenir des reprises homogènes[pourquoi ?]. Le Cadre noir renouvelle environ 10 % de son effectif chaque année.
Des morphologies spécifiques sont recherchées, les chevaux sauteurs sont plus forts et trapus que ceux de la reprise de manège, plus longilignes et près du sang.

### Dressage des chevaux
Les chevaux sont dressés après leur achat, ce dressage dure six à huit ans, trois ans sont consacrés au dressage classique et trois à cinq ans au dressage spécifique, celui des chevaux sauteurs étant plus long puisqu'ils sont âgés de dix à douze ans lorsqu'ils sont présentés en reprise. Les chevaux de manège peuvent être aptes dès huit ans.

### Retraite
Les chevaux âgés ou fatigués sont réformés chaque année, généralement à l'âge de 16 ans. Leur nouveau propriétaire doit s'engager à « ne pas les utiliser à des fins lucratives ».

## Dressage et sauts d'école
Les écuyers, outre le travail de dressage traditionnel, travaillent les sauts d'école, montés ou à pied. Ces sauts sont au nombre de trois :
- la courbette : « Préparé par un équilibre sur les hanches, le cheval élève l'avant-main (les membres antérieurs) en prenant appui sur les postérieurs. » Cette position doit durer quelques secondes. Ce faisant, le cheval se dresse vers le ciel, ses antérieurs ployés. Le cavalier garde sa position et se retrouve en arrière de la verticale du cheval[65] ;
- la croupade : « Touché par la cravache, le cheval détache une ruade énergique en étendant complètement ses membres postérieurs[66]. » ;
- la cabriole : combinaison presque simultanée d'une courbette et d'une croupade.

Les sauts montés sont effectués sans étriers.

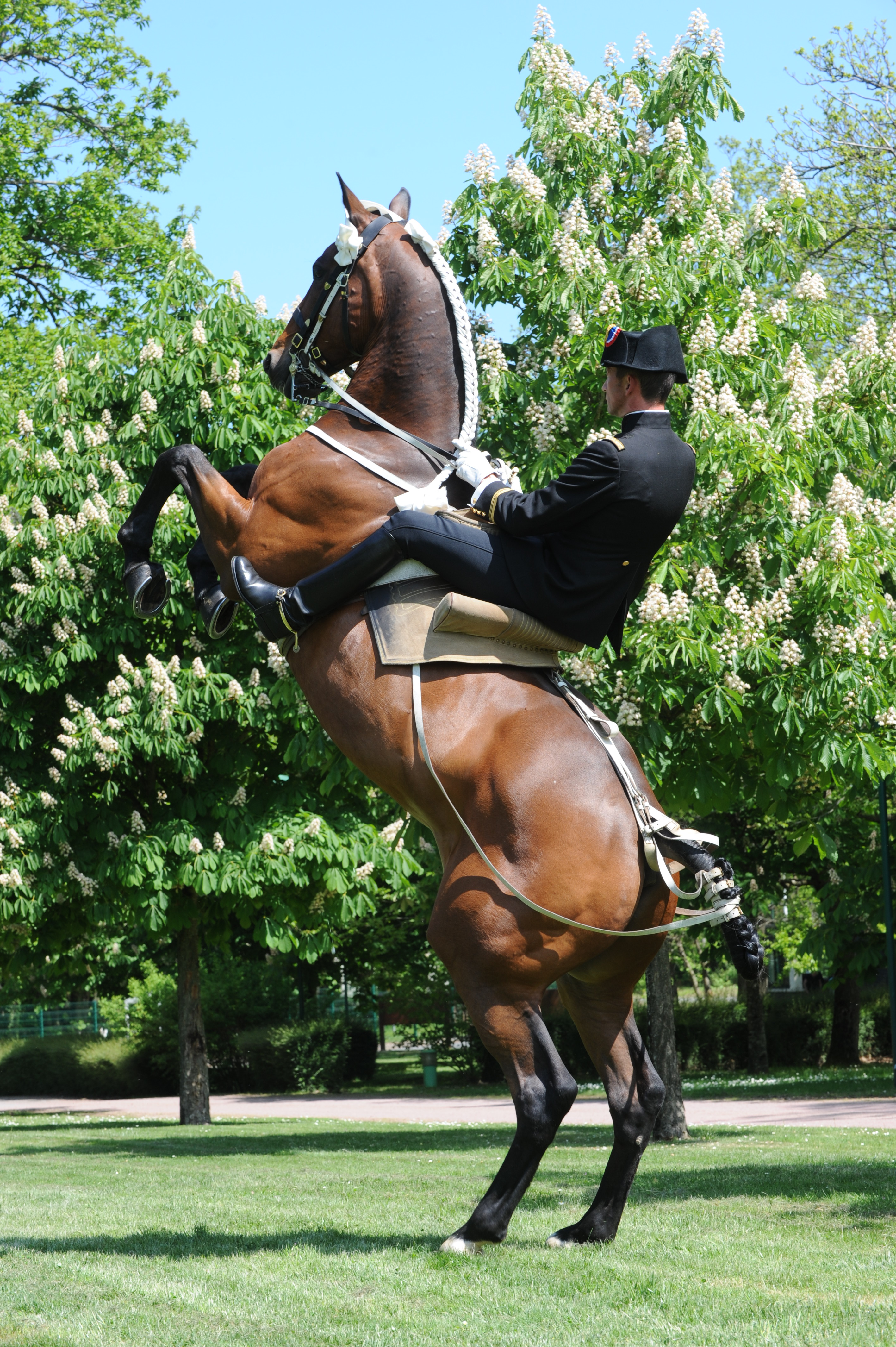
Courbette montée.
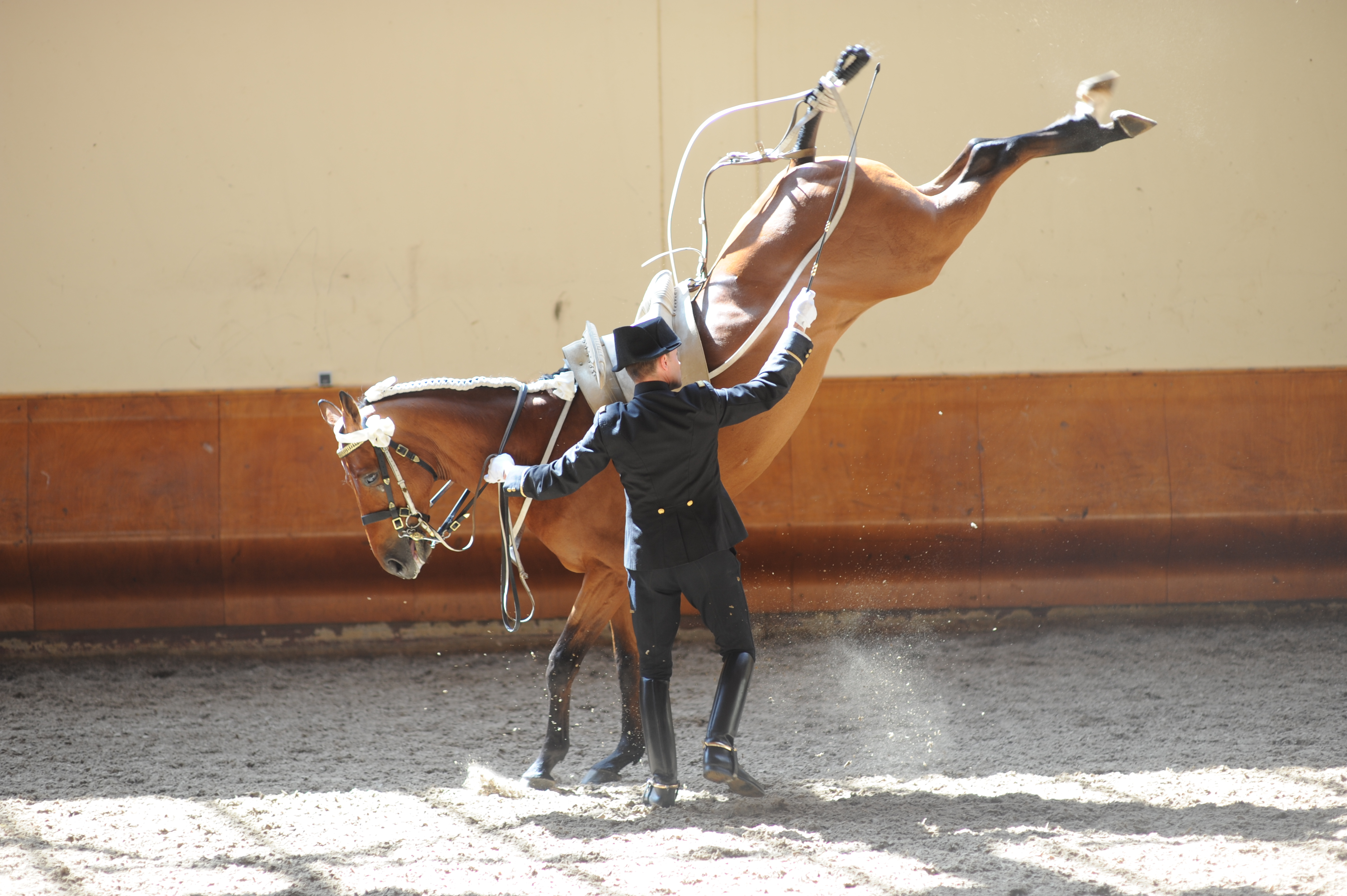
Croupade à la main.
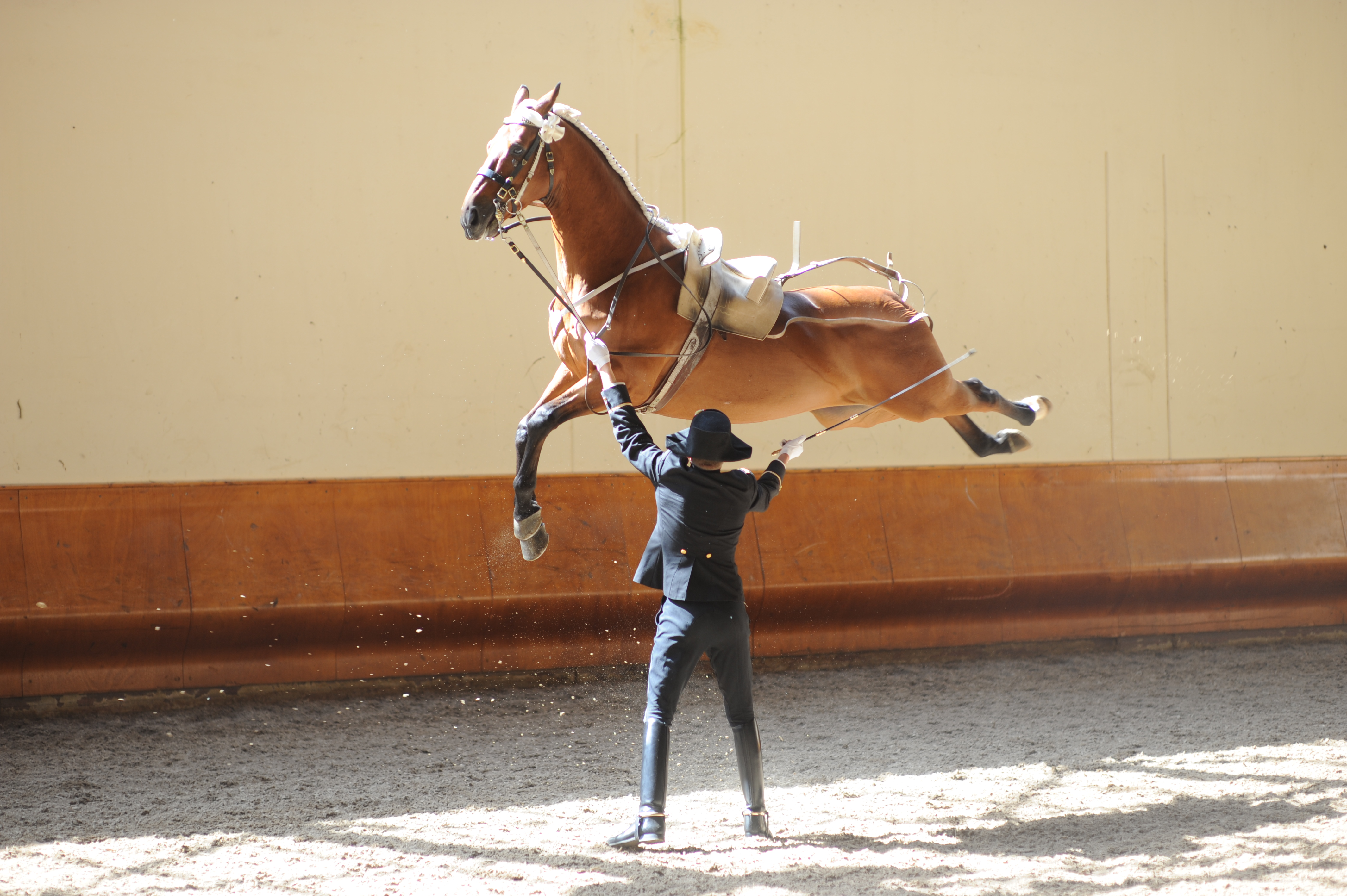
Cabriole à la main.

En complément des airs relevés, les écuyers travaillent également les airs près de terre, tel que : 
- le terre-à-terre : galop en deux temps, imitant le mouvement d'un cheval à bascule ;
- l'épaule en dedans : les épaules du cheval sont orientées vers l'intérieur. Le déplacement se fait latéralement, dans le sens contraire de son incurvation ;
- l'appuyer : le cheval se déplace latéralement, dans le sens de son incurvation ;
- la pirouette : le cheval galope sur place, en tournant autour de ses hanches.

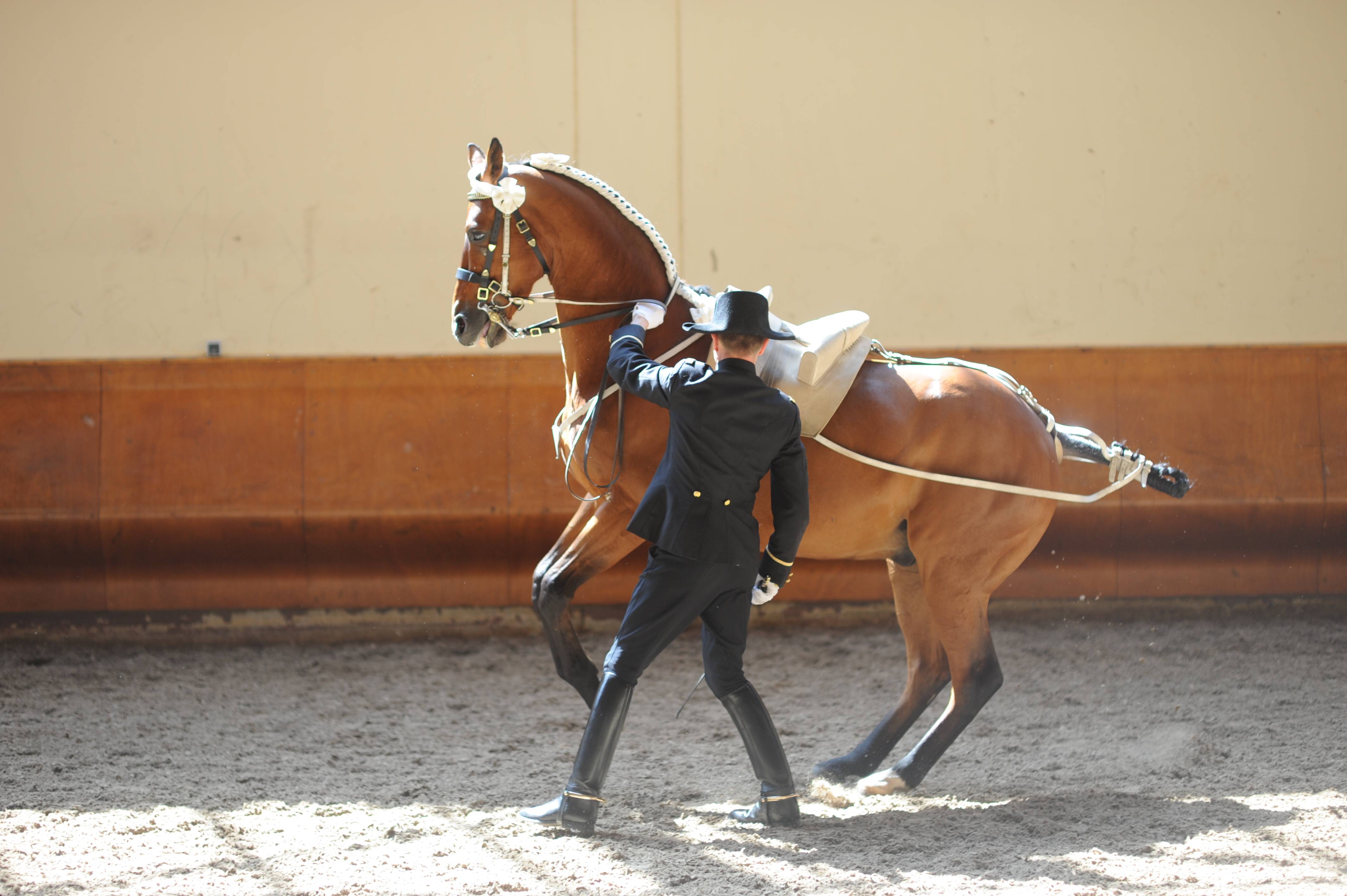
Terre-à-terre à la main.

Le travail aux piliers y perdure, notamment pour le travail des sauteurs et le perfectionnement de leurs cavaliers. Dans le travail du jeune sauteur, il permet à l'écuyer d'intervenir à n'importe quel endroit du cheval en se déplaçant tout autour. Dans une deuxième phase de son apprentissage, le sauteur dans les piliers est monté afin qu'il s'habitue au poids de son cavalier lors de l'exécution des sauts d'école. Ils sont ensuite utilisés pour assurer l'assiette des cavaliers aux mouvements que l'on provoque chez les sauteurs. Le Cadre noir est la seule école avec l'École Espagnole de Vienne à toujours utiliser cette pratique de la Renaissance.

## Représentations publiques

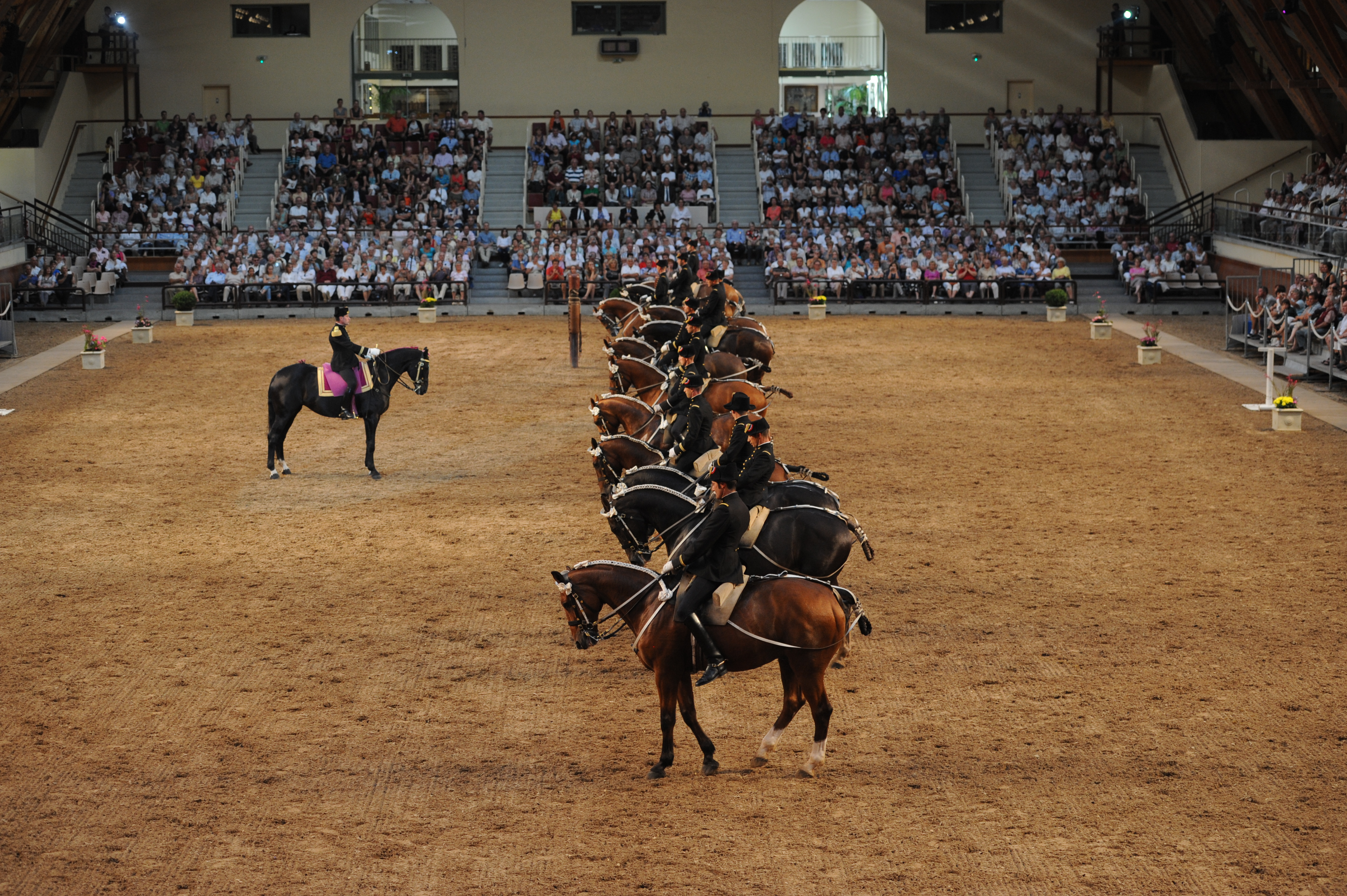
Présentation publique au « Grand manège » à Saumur.

Le Cadre noir présente pendant l'année des galas et des présentations publiques. Les présentations publiques au « Grand manège » d'avril à octobre présentent le travail de dressage du cheval aux longues rênes, à l'obstacle ainsi que des sauts d'écoles et sont accompagnés des commentaires d'un écuyer. Les Galas sont une mise en spectacle des présentations publiques. Parmi eux, le Carrousel de Saumur au mois de juillet impliquait jusqu'en 2017 des écuyers du Cadre noir aux côtés de la section équestre de l'école de cavalerie de Saumur ainsi qu'une présentation des véhicules motorisés et blindés des Écoles militaires de Saumur.
Dans le cadre de ses Galas, le Cadre noir se déplace régulièrement à l'étranger, notamment en Suisse (Genève, Lausanne), à Londres, à Vienne invité par l'école espagnole d'équitation ou à Lisbonne invité par l'école portugaise d'art équestre. En 1998, trente-trois chevaux et quarante-six employés (dont vingt-et-un écuyers) s'envolent pour le Japon où ils effectuent trois représentations.
| 2004        | 2005        | 2006        | 2007        |
| ----------- | ----------- | ----------- | ----------- |
| 10 727 (16) | 15 132 (19) | 14 672 (17) | 20 313 (22) |

| 2008        | 2009        | 2010   | 2011   |
| ----------- | ----------- | ------ | ------ |
| 18 571 (21) | 18 300 (21) | 20 713 | 20 529 |